# Louis d'Ussieux
Louis d'Ussieux in realtà Louis Dussieux (Angoulême, 30 marzo 1744 – Pontgouin, 21 agosto 1805) è stato uno scrittore, storico, giornalista, traduttore e agronomo francese.

## Biografia
Fu redattore del Journal de Paris, collaboratore alla Collection universelle des mémoires particuliers relatifs à l'histoire de France e membro del Consiglio degli Anziani. Fra le sue traduzioni va ricordata quella dell'Orlando Furioso di Ludovico Ariosto.

## Opere
- Histoire abrégée de la découverte et de la conquête des Indes par les Portugais, 1770
- Le Décaméron français, 2 vol., 1772-1774 Vol. 1 Vol. 2

Tomo 1: I. Henriette et Luci, ou les Amies rivales, nouvelle écossaise. II. Jeanne Gray, anecdote anglaise. III. Berthold, prince de Moravie, anecdote historique Texte online. IV. Clémence d'Entragues, ou le Siège d'Aubigny, anecdote française. V. Élizène, anecdote ottomane.
Tomo 2: VI. Les Princes d'Arménie, nouvelle testo online. VII. Jean sans Peur, duc de Bourgogne, nouvelle française testo online. VIII. Raymond et Mariane, nouvelle portugaise testo online. IX. Roger et Victor de Sabran, nouvelle française testo online. X. Thélaïre, nouvelle mexicaine testo online.
- Les Héros français, ou le Siège de Saint-Jean-de-Lone, drame héroïque en 3 actes et en prose, suivi d'un Précis historique de cet événement, 1774 Testo online
- Gabrielle de Passi, parodia di Gabrielle de Vergi, in un atto, in prose e in vaudevilles, con Barthélemy Imbert, Théâtre de la comédie italienne, 30 agosto 1777
- Les Nouvelles françaises, 3 vol., 1783
- Bibliothèque universelle des dames. Botanique, 2 vol., 1786
- Traité théorique et pratique sur la culture de  la vigne, avec l'art de faire le vin, les eaux-de-vie, esprit de vin, vinaigres, avec Antoine Parmentier et Jean-Antoine Chaptal, 2 vol., 1801 Vol. 1 Vol. 2

Traduzioni
- Christoph Martin Wieland, Le Nouveau Don Quichotte, 1770
- Christoph Martin Wieland, Contes comiques, 1771 testo online
- Christoph Martin Wieland, Les Grâces, 1771
- Collectif, Nouvelles espagnoles, traduites de différentes auteurs, 2 vol., 1772
- Ludovico Ariosto, Roland furieux, 4 vol., 1775-1783
- Christoph Martin Wieland, Les Aventures merveilleuses de Don Silvio de Rosalva, 1786